# Borderline (Ry Cooder)
Borderline è il nono album di Ry Cooder, pubblicato dalla Warner Bros. Records nel 1980.
Registrato al "Warner Bros. Recording Studio" di Burbank, California (Stati Uniti), fu uno dei primi dischi ad essere registrato con sistema digitale (3M Digital System).

## Tracce
Lato A
1. 634-5789 – 2:56 (Eddie Floyd, Steve Cropper)
2. Speedo – 3:20 (Esther Navarro)
3. Why Don't You Try Me – 4:54 (Billy Young)
4. Down in the Boondocks – 3:21 (Joe South)
5. Johnny Porter – 5:21 (William Cuomo, Bobby Ray Appleberry)

Lato B
1. The Way We Make a Broken Heart – 4:28 (John Hiatt)
2. Crazy 'Bout an Automobile – 5:03 (William R. Emerson)
3. The Girls from Texas – 4:40 (Cliff Chambers, Jimmy Holiday, James Lewis)
4. Borderline – 3:19 (Ry Cooder)
5. Never Make You Move Too Soon – 6:08 (Nesbert Hooper Jr., Will Jennings)

## Musicisti
- Ry Cooder  - chitarra, vibrafono, voce
- John Hiatt  - chitarra, voce
- William D. Smith  - pianoforte, organo, voce
- Jesse Harms  - sintetizzatore
- Reggie McBride  - basso
- Tim Drummond  - basso
- Jim Keltner  - batteria
- George "Baboo" Pierre  - percussioni
- Bobby King  - accompagnamento vocale, coro
- Willie Green Jr.  - accompagnamento vocale, coro